# Фёдоров-Чмыхов, Евстафий Савельевич
Евстафий Савельевич Фёдоров-Чмыхов (1861—1888) — русский журналист, писатель.

## Биография
Родился 21 февраля (5 марта) 1861 года в Вильне. По окончании курса Виленской 1-й гимназии в 1879 году поступил в Санкт-Петербургский университет, но с третьего курса перевёлся в Императорский Московский университет, где окончил курс по юридическому факультету в 1883 году со степенью кандидата. 
Вслед за тем он поступил чиновником особых поручений при уральском губернаторе, но вскоре вышел в отставку и всецело посвятил себя литературе. Ещё будучи в последних классах гимназии, он посылал свои «шалости пера» в юмористические издания, но это были случайные работы. Основательная литературная деятельность Фёдорова-Чмыхова началась в Москве, где он писал в газете «Русские ведомости», в «Будильнике», под псевдонимом «Натан немудрящий», и в «Развлечении», состоя с 1884 года фактическим редактором этого журнала.
Как человек образованный и энергичный, он успевал работать и как публицист, и как корреспондент, и как «ядовитый» юморист. В конце 1885 года он переехал в столицу Российской империи город Санкт-Петербург и, не прерывая связей с московскими изданиями, стал постоянным сотрудником «Петербургского листка» под псевдонимом «Он-же», «Тэта» и «Incognitenko», а иногда размещал свои работы в журналах «Осколки» и «Стрекоза» под буквой «Ф».
Литературное творчество Е. С. Фёдорова-Чмыхова отличалось ярким юмористическим оттенком. Вполне оригинальный, чуждый каких-либо подражаний, юмор автора всегда был изящен, порой ядовит, меток, хлесток, без грубых штрихов и чересчур сильных красок. Предметом его юмора были «злобы дня», причём каждый, даже самый сухой общественный факт преображался в его переделке в забавную и занимательную юмористическую картинку. Как человек, он пользовался симпатией сотрудников за свой весёлый нрав и неиссякаемое остроумие.
Умер 25 февраля (8 марта) 1888 года от чахотки, на 27-м году жизни и был похоронен на Волковом кладбище Петербурга.